# Kazamura
Kazamura – jaskinia lawowa w USA, na Hawajach, na wyspie Hawaiʻi. Łączna długość jej korytarzy wynosi 61,4 km, co czyni ją najdłuższą jaskinią lawową na Ziemi.